# فرح پهلوی
فرح پهلوی (پیش از ازدواج: فرح دیبا؛ زادهٔ ۲۲ مهر ۱۳۱۷) که تا پیش از انقلاب ۱۳۵۷ با عنوان رسمی عُلیاحضرت شهبانو خطاب می‌شد، همسر محمدرضاشاه پهلوی است که از ۲۹ آذر ۱۳۳۸ تا ۲۲ بهمن ۱۳۵۷ آخرین شهبانوی ایران بود. او در دوران شهبانو بودن خود، بانی آثار و امکانات متعددی برای ایران شد و با اقداماتش کشور از نظر فرهنگی و اجتماعی ارتقای قابل توجهی پیدا کرد.
فرح پهلوی پیش از ازدواج، در ایران تحصیل کرد و برای ادامهٔ تحصیل در رشتهٔ معماری به فرانسه رفت و در کنار تحصیل، به زبان‌های انگلیسی و فرانسوی، تسلط پیدا کرد. او در میانهٔ دوران تحصیل با محمدرضاشاه پهلوی، آشنا شد و سرانجام این آشنایی، ازدواج آن دو در ۳۰ آبان ۱۳۳۸ بود. پس از تاج‌گذاری، فرح پهلوی نایب‌السلطنه و شهبانوی ایران شد. در چهارچوب مسئولیت‌های وی به‌عنوان شهبانوی ایران، دفتر مخصوص وی دارای چهار بخش آموزش و پرورش، بخش بهداشت و درمان، بخش رفاه اجتماعی و بخش فرهنگ و هنر بود. دفتر او در زمینهٔ آموزش و بهداشت کودکان بی‌سرپرست، فعال بود. این دفتر، نهادهایی چون جمعیت کمک به جذامیان، کانون پرورش فکری کودکان و نوجوانان، موزه فرش ایران و موزه هنرهای معاصر تهران را پایه‌گذاری کرد. فرح پهلوی سعی داشت با سفرهای مکرر به شهرهای مختلف ایران، نزدیکی بیشتری با عموم مردم داشته باشد.
کمی پیش از انقلاب ۱۳۵۷، فرح پهلوی، ایران را به همراه همسرش محمدرضا پهلوی ترک کرد و پس از اقامت در چندین کشور، تا درگذشت همسرش در مصر، در کنار او بود. فرح پهلوی صاحب چهار فرزند به نام‌های رضا، فرحناز، علیرضا و لیلا شد.
فرح پهلوی، به همایش مونیخ ۱۴۰۴ یک پیام صوتی ارسال کرد که در طی آن، از انقلاب ملی ایران و پایان دادن به جمهوری اسلامی حمایت کرد. او گفت: «حق ملت ایران، آزادی، رفاه و سرافرازی است».

## سال‌های اولیهٔ زندگی و تحصیلات
فرح دیبا در ۲۲ مهر ۱۳۱۷ / ۱۴ اکتبر ۱۹۳۸ میلادی در تهران به دنیا آمد. او تنها فرزند سهراب دیبا (۱۲۷۸–۱۳۲۶) و فریده قطبی (۱۲۹۶–۱۳۷۹) بود. فرح در کتاب خاطراتش می‌نویسد که خانوادهٔ پدرش اهل تبریز و خانوادهٔ مادرش اهل لاهیجان بودند.
سهراب دیبا، پدر فرح دیبا، فرزند مهدیخان آذری (شعاع‌الدوله) — برادرزادهٔ علاءالملک — و ماه‌تاج منورالسلطنه، دختر میرزا محمود علاءالملک طباطبایی دیبا (از رجال متنفذ عصر قاجار)، از خانواده‌های سرشناس آذربایجان بود. سهراب دیبا اهل تبریز و از محلهٔ ششگلان آن شهر بود. وی در دانشکدهٔ افسری سن پترزبورگ به تحصیل پرداخت. پس از انقلاب اکتبر به فرانسه رفت و در آن‌جا دیپلم متوسطهٔ خود را گرفت و تحصیلات عالیهٔ خود را در رشتهٔ حقوق آغاز کرد. سپس به مدرسه نظامی سن-سیر رفت و پس از به پایان رساندن تحصیلاتش به ایران بازگشت و در ارتش نوین ایران استخدام شد. فریده قطبی، مادر فرح، اهل گیلان و از نوادگان قطب الدین محمد گیلانی، صوفی معروف، بود.
پدر فرح نخست او را هنگامی که شش سال داشت در «مدرسهٔ ایتالیایی خواهران روحانی» نام‌نویسی کرد. سهراب دیبا در سال ۱۳۲۶ به سبب بیماری سرطان و زمانی که فرح هنوز کودک بود درگذشت. پس از مرگ پدر، فرح دیبا و مادرش نزد دایی‌اش محمدعلی قطبی و همسرش لوئیزه زندگی کردند. رضا قطبی، پسردایی فرح، تنها شش ماه از او بزرگ‌تر بود. این دو با هم بزرگ شدند و فرح در خاطراتش او را برادر نداشتهٔ خود نامیده است. خانواده تابستان‌ها به شمران می‌رفتند. فرح پهلوی خودش در آن روزها را «تام‌بوی» توصیف کرده است: «از درخت‌ها بالا می‌رفتیم و با پسردایی‌هایم بازی می‌کردیم.»
فرح دیبا در ده سالگی به مدرسه ژاندارک تهران رفت. او شاگردی ممتاز و در درس و ورزش نمونه بود. خواهر کلر، معلم مدرسه، فرح را «درخشان، مستعد و آگاه» با «ذهنی دقیق» و سرزنده و عاشق زندگی توصیف کرده است. دیبا به‌عنوان کاپیتان تیم بسکتبال برگزیده شد و سه بار تیم بسکتبال ژاندارک به کاپیتانی او قهرمان تهران شد. در سال ۱۳۳۳ فرح دیبا قهرمان پرش ارتفاع، پرش طول و دو و میدانی تهران شد. وی در مدرسهٔ ژاندارک به گروه پیشاهنگان پیوست و پس از چندی سرپرست گروه پیشاهنگی شد و در سال ۱۳۳۵/۱۹۵۶ نخستین سفر خارج از کشور خود را با دیگر پیشاهنگان به کشور فرانسه داشت.
فرح دیبا سه سال آخر دبیرستان را در دبیرستان فرانسوی رازی گذراند و دیپلم خود را در سال ۱۳۳۶ از این دبیرستان گرفت. وی در امتحانات دیپلم دبیرستان، شاگرد اول شد و از مدرسهٔ اختصاصی معماری پاریس پذیرش گرفت. وی کوشش کرد که از بورس تحصیلی استفاده کند ولی موفق به گرفتن آن نشد.

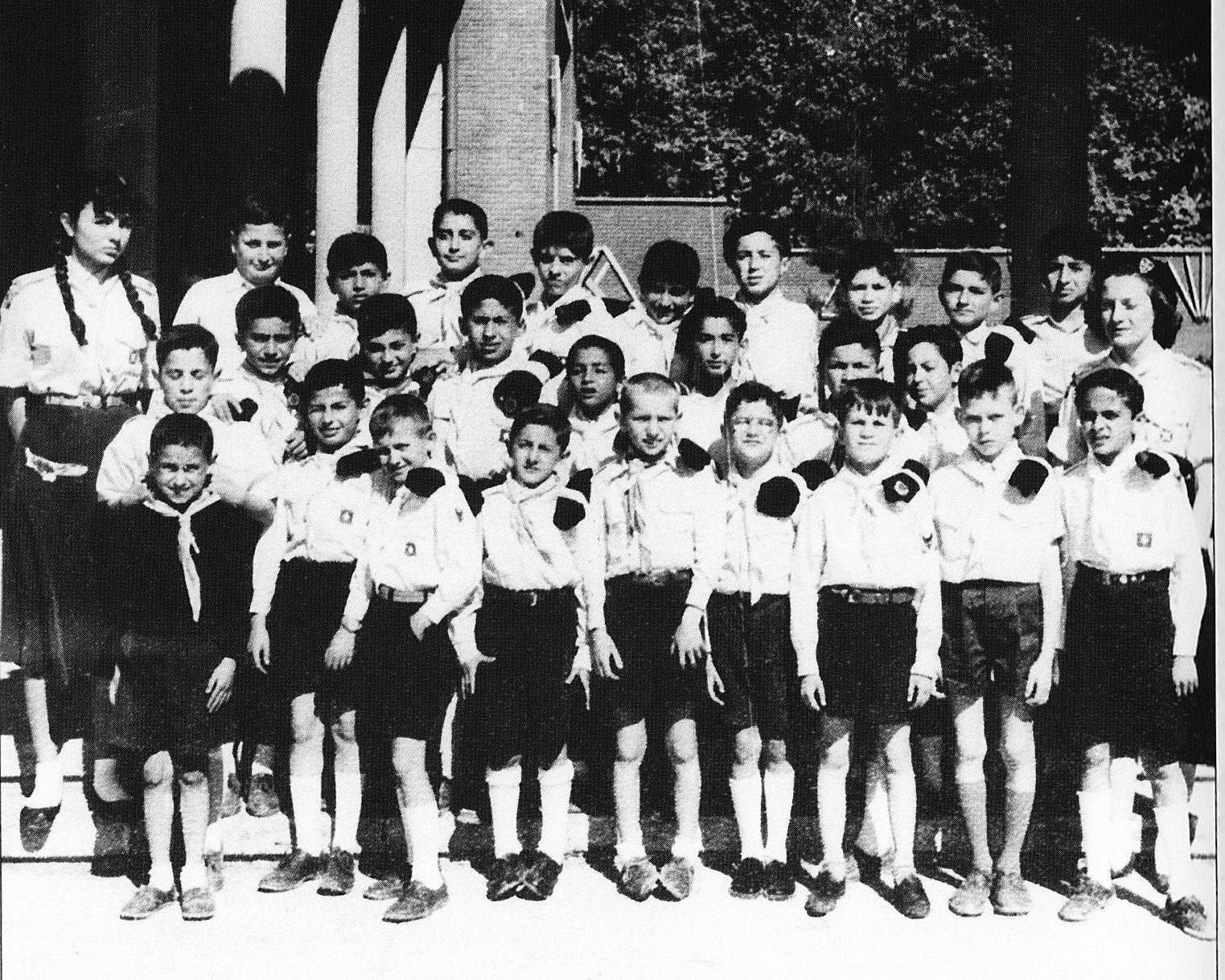
فرح دیبا سرپرست گروه پیشاهنگی در پاریس (حدود ۱۹۵۶)

پاریس مرکز هنر بود و فرح زندگی در آن را بسیار دوست می‌داشت. او فرصت داشت دومین معمار زن ایران شود و در خاطراتش می‌نویسد معماری به او امکان می‌داد خودش را ابراز و به پیشرفت ایران کمک کند. فرح در فرانسه با چهار دوست نو به نام‌های لیلی امیرارجمند، کریم‌پاشا بهادری، فریدون جوادی و بژورن مایرولد آشنا شد. دوست نزدیک فرح به نام لیلی امیرارجمند که تأثیر بسیاری بر روی افکار فرح داشت، تمایلات کُمونیستی داشت. به گفتهٔ احسان طبری از رهبران حزب توده، فرح در دوران دانشجویی‌اش در تظاهرات حزب توده که در پاریس برگزار می‌شد، شرکت می‌کرد.

## ازدواج با شاه
ثریا اسفندیاری، همسر محمدرضاشاه پهلوی، بچه‌دار نمی‌شد. به گفتهٔ اردشیر زاهدی، پزشکان در نیویورک به شاه و ثریا گفته بودند که مسئله با یک عمل جراحی ساده و بی‌خطر قابل درمان است، اما ثریا اسفندیاری حاضر به عمل جراحی نشد. اگرچه شاه عاشق ثریا بود، اما به دلیل نیاز به جانشین، در سال ۱۳۳۶ از او جدا شد. حال، همه به دنبال ملکه‌ای برای پادشاه بودند. اشرف پهلوی اینطور به خاطر می‌آورد که «هر دختر جوانی» و «هر پدری دختر خودش را بهترین گزینه می‌دانست.»
شاه در سال ۱۳۳۸ که برای دیدار رسمی و گفتگو با ژنرال شارل دوگل به فرانسه رفته بود، در یک مهمانی در سفارت ایران در پاریس با دانشجویان ایرانی مقیم فرانسه دیدار کرد. فرح یکی از این دانشجویان بود و مکالمهٔ کوتاهی با شاه ایران داشت. جهانگیر تفضلی، او را به عنوان «دانشجوی درسخوان و شاگرد اول» به شاه معرفی کرد. شاه چند سؤال از او پرسید و فرح نیز به گفتهٔ خودش جواب‌های مناسبی به سوالاتش داد. فرح دربارهٔ این ملاقات به مادرش نوشت دیگر دانشجویان اطراف شاه را گرفته بودند اما من همان‌جا ایستادم. چند دقیقه با او دست دادم و فقط گفتم «فرح دیبا، مدرسهٔ معماری.» یکی از دوستان فرح به او گفت شاه وقتی از سالن بیرون رفتی نگاهش به تو بوده است.
اردشیر زاهدی در زمان دانشجویی فرح دیبا مسئول رسیدگی به امور دانشجویان ایرانی خارج از کشور بود. دیبا که از خانوادهٔ ثروتمندی نبود و موفق به دریافت بورسیه هم نشده بود، از عمویش که زاهدی را می‌شناخت درخواست کرد که ملاقاتی را با زاهدی ترتیب دهد. عموی فرح نه تنها درخواست ملاقات کرد، بلکه به زاهدی گفت که فرح را به عنوان گزینه‌ای برای ازدواج با محمدرضاشاه در نظر بگیرد. زاهدی ابتدا بی میل بود، چون گمان می‌کرد اگر فرح دیبا با شاه ازدواج کند و ازدواجشان ناموفق باشد، تقصیرها به گردن او خواهد افتاد. به هر حال، زاهدی پذیرفت و از همسرش شهناز پهلوی خواست که هنگام مصاحبه فرح را ببیند و او نیز به نظر فرح را پسندید.

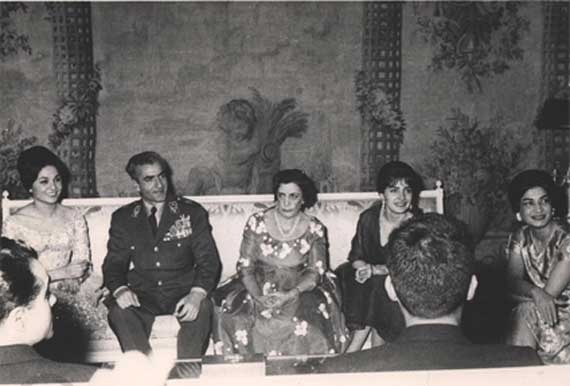
از راست: اشرف پهلوی، شهناز پهلوی، تاج‌الملوک آیرملو، محمدرضا پهلوی و فرح دیبا. (مراسم نامزدی محمدرضا پهلوی و فرح پهلوی)

فرح دیبا یک یا دو روز بعد به خانهٔ شهناز در حصارک دعوت شد و شاه نیز به‌طور غیرمنتظره‌ای سر رسید. فرح دربارهٔ آن روز می‌گوید قلبش شروع به تپیدن کرد. شاه به گرمی با فرح صحبت کرد و او نیز با وجود استرس و هیجان با آرامش پاسخ داد. در این ملاقات او شاه را تحت تأثیر قرار داد اما شاه پیش از خواستگاری از او با زنان دیگری هم ملاقات کرد. آن‌ها مدتی بعد دوباره در این خانهٔ یکدیگر را دیدند و پس از این ملاقات، شاه علاقه‌اش به فرح را با مادر خود تاج‌الملوک در میان گذاشت.
ملاقات‌های شاه و فرح ادامه داشت. یک بار آن‌ها سوار بر هواپیمایی سبک شدند. شایعه شد که شاه در این پرواز از فرح خواستگاری کرده است. در هنگام پرواز، هواپیما در فرود دچار مشکل شد و شاه از فرح خواست که به او در کنترل دستی هواپیما کمک کند. فرح که متوجه خطر نشده بود، با شوق و هیجان چنین کرد. او پس از نشستن هواپیما و مشاهدهٔ ماشین‌های آتش‌نشانی پی برد چه خطری را از سر گذرانده‌اند. فرح دربارهٔ این ملاقات‌ها می‌گوید شاه می‌توانست با یک لبخند او را آرام کند.

شاه با فرح مهربان بود، اما حرفی از ازدواج نزده بود؛ زاهدی از وی خواست اگر دربارهٔ ازدواج با او جدی نیست، اجازه دهد فرح به پاریس بازگردد. پس شاه تصمیم گرفت فرح را برای شنا دعوت کند. پوشیدن لباس شنا در ملاقات با شاه برای فرح آسان نبود، اگرچه آن عصر را دلهره‌آور و دلپذیر توصیف کرده است. پس از آن دو یا سه هفته بدون هیچ ارتباطی گذشت؛ فرح ناراحت بود و فکر می‌کرد که شاه او را فراموش کرده است. او از زاهدی پرسید که آیا باید به پاریس بازگردد؟ زاهدی به او گفت صبر کند؛ تا اینکه فرح دوباره به خانهٔ همسرش دعوت شد:
آن شب حدود بیست نفر در مهمانی حضور داشتند. از دیدار مجدد پادشاه خوشحال و آرام بودم. گفتگو به دور مسائل عادی می‌گذشت و پادشاه لبخند به لب داشت… کم‌کم احساس کردم مدعوین یکی پس از دیگری سالن را ترک می‌گویند تا جایی که پادشاه و من تنها ماندیم. آن‌گاه پادشاه با متانت بسیار از ازدواج پیشین خود سخن گفت… سپس خاموش شد. دست مرا در دست خود گرفت… و گفت «حاضری با من ازدواج کنی؟» من فوراً جواب مثبت دادم… او را دوست داشتم و آمادهٔ زندگی با او بودم.
فرح دیبا در این زمان بیست و یک ساله بود. نامزدی محمدرضا پهلوی و فرح پهلوی در ۳۰ آبان ۱۳۳۸ بود. امام جمعهٔ وقت تهران، سید حسن امامی، خطبهٔ عقد آن‌ها را خواند. ده ماه پس از ازدواج، نخستین فرزند آن‌ها به دنیا آمد که نامش را رضا نهادند. ثمرهٔ این ازدواج، سه فرزند دیگر بود؛ فرحناز در ۲۲ اسفند ۱۳۴۱، علیرضا در ۸ اردیبهشت ۱۳۴۵ و لیلا ۷ فروردین ۱۳۴۹ زاده شدند.

## شهبانوی ایران
فرح پهلوی در سال اول ازدواج، مانند همسران پادشاهان قبلی ایران، عنوان «ملکه» داشت و از سال ۱۳۳۹، با عنوان «شهبانو» خطاب شد. او اولین ملکهٔ ایران پس از مدت‌ها بود که در مسائل اجتماعی به صورت فعال مشارکت می‌کرد. او تعدادی از دوستان نزدیکش را با خود به دربار برد و اینان که به «بچه‌ها» معروف بودند، به حلقهٔ اطرافیان شاه اضافه شدند. دوستان شخص محمدرضاشاه که برخی از آن‌ها مثل اسدالله علم از کودکی با او بودند، «بچه‌ها» را رقیب جدی خودشان برای جلب نظر شاه نمی‌دیدند. در واقع، اطرافیان شهبانو با یکدیگر و اطرافیان شاه نیز میان خودشان رقابت می‌کردند. محمدرضاشاه با «بچه‌ها» مودبانه رفتار می‌کرد و آنان او را شخصیتی عظیمی می‌دیدند. با این حال، شاه با اطرافیان شهبانو بحث‌های سیاسی نمی‌کرد.

### تاج‌گذاری

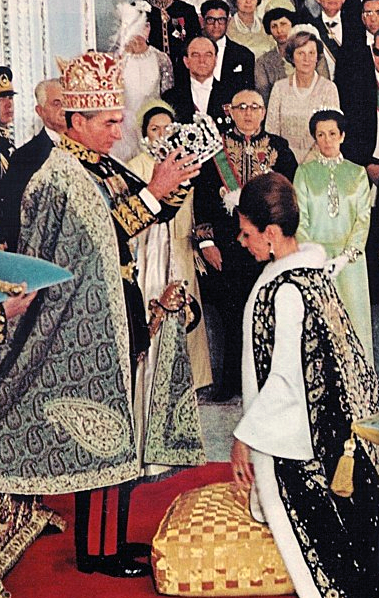
در مراسم تاج‌گذاری در ۵ آبان ۱۳۴۶، محمدرضا شاه پهلوی، «تاج سلطنتی شهبانوی ایران» را روی سر فرح پهلوی می‌گذارد.

محمدرضا شاه پهلوی، در پی اصلاحات قانون اساسی مشروطه، حق انتخاب نایب‌السلطنه و تعیین سن بیست سالگی برای رسیدن ولیعهد به سلطنت را پیشنهاد داد. این تغییرات که در ۱ شهریور ۱۳۴۰ به تصویب رسیدند، اجازه می‌دادند تا رسیدن ولیعهد به سن بلوغ، نایب‌السلطنه کشور را اداره کند. محمدرضا پهلوی این اصلاحات را گامی مهم به سمت پیشرفت و تمدن بزرگ ایران می‌دانست.
در تاریخ ۴ آبان ۱۳۴۶، چهل و هشتمین سال زادروز محمدرضا پهلوی در کاخ گلستان مراسم تاج‌گذاری محمدرضا شاه و شهبانو فرح و ولیعهد رضا پهلوی برگزار شد. در همین سال اصل ۳۸ قانون اساسی به این صورت تغییر کرد که در صورت انتقال پادشاهی به ولیعهدی که به سن قانونی نرسیده، مادر ولیعهد به‌طور خودکار نایب‌السلطنه می‌شد.
یکی از اهداف مراسم تاج‌گذاری نمایش بهبود وضعیت زنان ایران بود. شاه و شهبانو با کالسکه‌ای به کاخ گلستان رفتند. ولیعهدِ هفت ساله در کالسکهٔ دیگر بود. در کاخ، ابتدا رضا و سپس فرح پهلوی وارد شدند. دختران جوانی دنبالهٔ لباسش را حمل می‌کردند. پس از اینکه مراسم تاج‌گذاری شاه تمام شد، نوبت شهبانو رسیده بود؛ فرح در برابر محمدرضاشاه زانو زد و شاه تاج بر سرش گذاشت. شاه سپس گفت حالا که تاج قدیمی‌ترین پادشاهی جهان را بر سر دارد و برای اولین بار در تاریخ، شهبانوی ایران هم تاج‌گذاری کرده و بیش از همیشه خودش را به مردم نزدیک می‌بیند. غلامرضا افخمی این مراسم را «پیروزی زنان» توصیف کرده است: پس از ورود زنان به مجلسین و کابینهٔ دولت در نتیجهٔ انقلاب سفید، حالا یک زن نایب‌السلطنهٔ کشور شده بود و به لحاظ قانونی ممکن بود در غیاب شاه حتی حکومت ایران را در دست بگیرد.

### حقوق زنان
فرح حامی جدی حقوق زنان بود؛ در یکی از نخستین مصاحبه‌هایش با روزنامهٔ اطلاعات گفت امیدش پیشرفت کشورش، «به خصوص پیشرفت زنان» است. پس از انقلاب سفید اعلام کرد «هیچ زن مستعدی بیکار نخواهند ماند» و «زنان آزادی کامل دارند با مردان برای مناصب دولتی رقابت کنند.» او از بسیاری از سازمان‌های رفاه و خیریه پشتیبانی می‌کرد که یکی از آن‌ها سازمان زنان ایران بود و مادرش فریده دیبا را به معاونت آن منصوب کرده بود. دانشگاه فرح پهلوی (الزهرای امروزی) اولین نهاد تحصیلات عالی ویژهٔ زنان در ایران توسط او تأسیس شد.

### پشتیبانی از هنر و فرهنگ

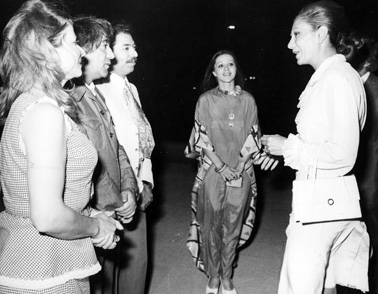
هشتمین جشن هنر شیراز. فرح پهلوی در حال صحبت با فرزانه تأییدی، علی نصیریان، عزت‌الله انتظامی و مهین شهابی

فرح پهلوی که خودش در جوانی دانشجوی معماری بود، در زمان شهبانویی فعالیت زیادی در زمینهٔ فرهنگ و هنر ایران داشت؛ او شماری از باغ و مکان‌های قدیمی مثل باغ فردوس تهران را به تبدیل به مراکز فرهنگی کرد. بسیاری از موزه‌های ایران نیز توسط او تأسیس شدند، از جمله موزه فرش ایران و موزه هنرهای معاصر تهران. یکی دیگر از جشنواره‌هایی که فرح پشتیبانی می‌کرد، جشن هنر شیراز بود که سالانه در تخت جمشید برگزار می‌شد و هنرمندان از ایران و جهان در آن حضور پیدا می‌کردند. جشن هنر شیراز یکی از مسائلی است که مورد انتقاد مخالفان چپ و اسلامی شاه بود. گروه اول آن را هزینهٔ بی‌دلیل و گروه دوم نشان از مخالفت با اسلام می‌دیدند. با این حال، جشن هنر شیراز ارتباط خاصی با شاه نداشت و توسط شهبانو و اطرافیانش اداره می‌شد. فرح دلیل برگزاری این جشنواره را اینطور به رضا قطبی توضیح داده بود:
بعضی‌ها می‌توانند به اروپا بروند و جدیدترین تحولات هنری جهان را ببینند. ولی همه نمی‌توانند و ما می‌خواهیم با برگزاری جشنوارهٔ خودمان این امکان را به همه بدهیم. به علاوه، آشنایی با هنر ایران نباید به چند مستشرق محدود باشد؛ نسل جدید ایران و همهٔ مردم جهان باید فرهنگ و هنرمان را بشناسند.— فرح پهلوی

### سازمان‌های تحت ریاست و مسئولیت‌های رسمی
فرح پهلوی ریاست شماری از سازمان‌های پزشکی، فرهنگی، ورزشی، آموزشی و رفاه اجتماعی را بر عهده گرفت. دفتر مخصوص فرح پهلوی تا سال ۱۳۵۷ دارای ۴۰ کارمند و ۴ بخش بود که عبارت بودند از: بخش آموزش و پرورش، بخش بهداشت و درمان، بخش رفاه اجتماعی و بخش فرهنگ و هنر.
وی همچنین در برنامه‌ریزی جشن‌های ۲۵۰۰ ساله شاهنشاهی ایران شرکت داشت. در چهارچوب برنامه‌ریزی این جشن‌ها ۳٬۵۰۰ دبستان در سرتاسر کشور با اعانه‌های شخصی ساخته شد و برج آزادی در تهران ساخته شد. در مرحله‌های آغازین پروژهٔ جشن‌های شاهنشاهی در ساختار بنیادی کشور، سرمایه‌گذاری گسترده‌ای انجام گرفت که می‌توان ساختن راه‌ها، شبکه‌های ارتباطی از راه دور، فرودگاه‌ها، هتل‌ها، پخش سراسری برنامه‌های تلویزیونی و جهانگردی و گردشگری را نام برد.

### بهداشت و درمان

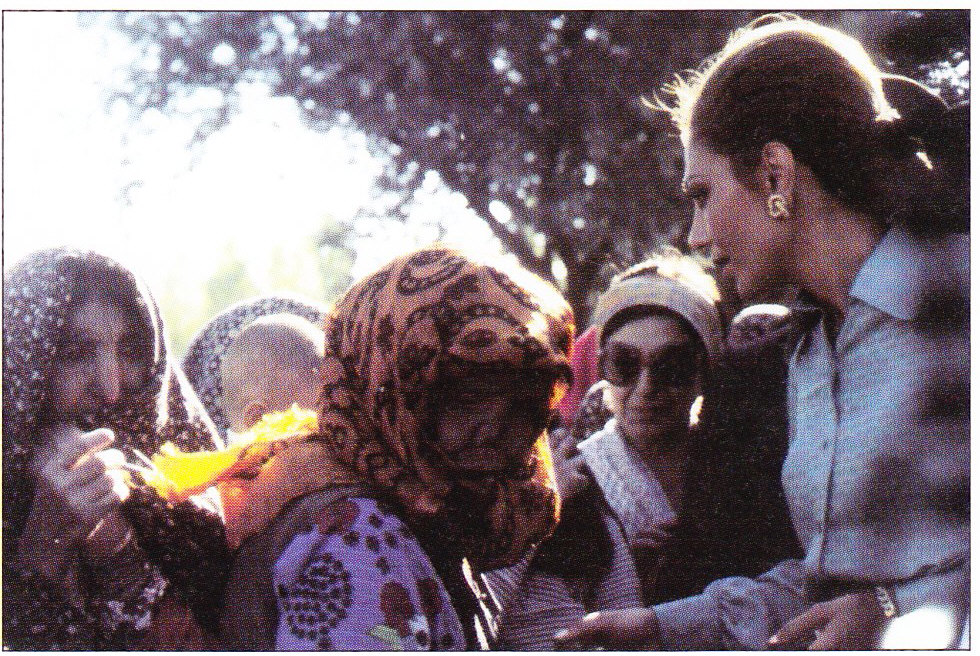
فرح پهلوی از جذام‌خانهٔ باباباغی بازدید می‌کند

جمعیت خیریهٔ فرح پهلوی: جمعیت خیریهٔ فرح پهلوی سازمانی غیرانتفاعی است که در سال ۱۳۳۲ بنیاد شد.
بنگاه حمایت مادران و نوزادان: این بنگاه، از سال ۱۳۳۸ به گسترش فعالیت‌های خود به سبب نیازهای روزافزون خانواده‌های کم‌درآمد می‌کوشید.
انجمن ملی حمایت کودکان: این انجمن در سال ۱۳۳۱ در ایران بنیان نهاده شد. هدف این انجمن، آموزش کادر فنی مورد نیاز سازمان‌های بهداشتی و تربیت افراد دانش‌آموخته و کارآزموده برای خدمت در سازمان‌های ویژهٔ آموزش کودکان است.
کنگرهٔ پزشکی ایران: این کنگره زیر نظر بنیاد پهلوی در سال ۱۳۳۱ بنیان نهاده شد تا دربارهٔ بیماری‌های بومی کشور به پژوهش و مشاورهٔ علمی بپردازد و راه‌حل‌هایی برای مبارزهٔ اساسی و عملی با این بیماری‌ها پیدا کند.
جمعیت کمک به جذامیان: ریاست عالیهٔ جمعیت کمک به جذامیان را فرح پهلوی، در چهارچوب مسئولیت‌های وی به‌عنوان شهبانوی ایران پذیرفت.
بنیاد ایرانی بهداشت جهانی: بنیاد بهداشت جهانی در سال ۱۳۴۸ بنیان‌گذارده شد. هدف‌های این بنیاد، کمک به سازمان‌های بهداشتی و تحقیقاتی موجود است.
جمعیت حمایت از آسیب‌دیدگان سوختگی: جمعیت حمایت از آسیب‌دیدگان سوختگی در سال ۱۳۴۴ برای حمایت و تأمین نیازمندی‌های بهداشتی و درمانی کسانی که بر اثر سوانح سوختگی آسیب می‌بینند بنیان‌گذارده شد.
جمعیت ملی مبارزه با سرطان: جمعیت ملی مبارزه با سرطان در فروردین سال ۱۳۴۶ بنیان‌گذارده شد. جمعیت ملی مبارزه با سرطان برای ایجاد و گسترش مرکزهای تشخیص، درمان و شیمی‌درمانی کسانی که به بیماری سرطان دچار شده‌اند فعالیت می‌کند.
جمعیت طرفداران مرکز طبی کودکان: به ریاست فرح پهلوی در سال ۱۳۴۰ بنیان نهاده شد.
مرکز رفاه خانوادهٔ جوادیه
شورای عالی بهداشت: به ریاست فرح پهلوی در آذر ۱۳۲۹ از تصویب دو مجلس گذشت. این شورا، مطالعه و اظهارنظر در کلیهٔ امور مهم مربوط به بهداشت عمومی مانند قوانین و آیین‌نامه‌های مربوط به مبارزه با بیماری‌های واگیر، بهداشت کودکان، کارخانجات، کارگران، زندانی‌ها و غیره را عهده‌دار بود.
سازمان ملی انتقال خون ایران
جمعیت بهزیستی ایران (اکنون سازمان بهزیستی)
انستیتو پاستور

### ورزش
شهبانو فرح پهلوی پایه‌گذار رخدادهای ورزشی مختلفی در ایران بوده است که بیشتر آن‌ها در حوزهٔ ورزش زنان در ایران بوده است. وی از پایه‌گذاران جام‌های شهبانو بوده است. این جام‌ها نخستین دوره از لیگ‌های باشگاهی زنان ایران در رشته‌های والیبال و بسکتبال بوده‌اند که از سال ۱۳۵۴ آغاز شده‌اند.
فدراسیون ورزشی کر و لال‌ها: در سال ۱۳۳۴ در تهران بنیان نهاده شد.

### فرهنگ و هنر

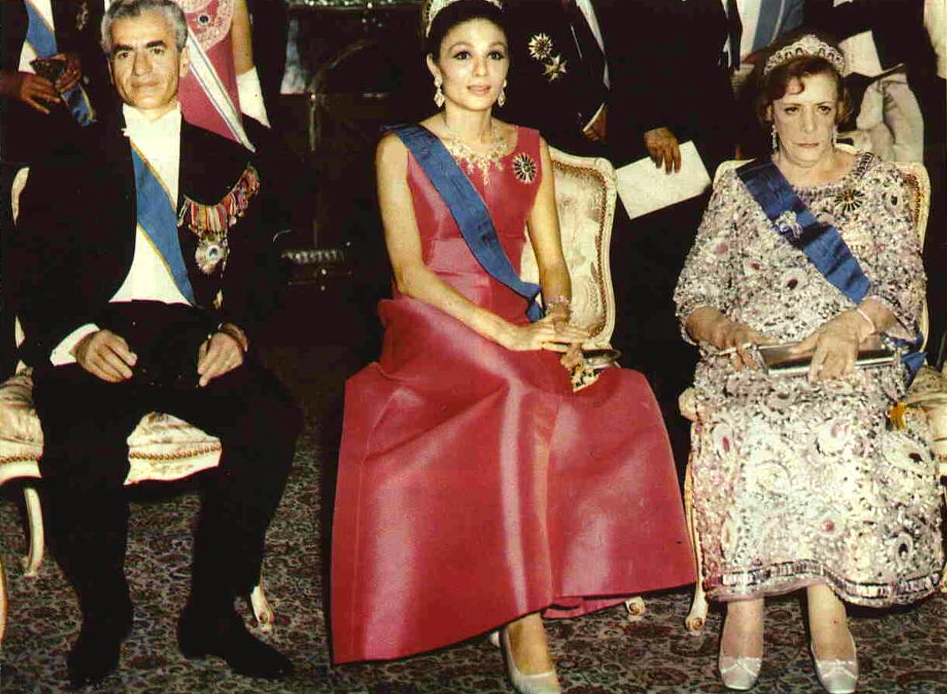
از راست به چپ: تاج‌الملوک آیرملو، فرح و محمدرضا پهلوی در تالار رودکی، سال ۱۳۴۶

سازمان ملی فولکلور ایران: سازمان فولکلور ملی ایران در خردادماه ۱۳۴۶ برای گردهم‌آوری، گسترش، پراکندن و پخش ترانه‌ها، لباس‌ها، سازهای موسیقی محلی، و ضبط و یادداشت آهنگ‌های بومی و رقصهای محلی ایران در تهران گشایش یافت.
تالار رودکی: در تاریخ ۳ آبان ۱۳۴۶ محمدرضا پهلوی و فرح پهلوی تالار رودکی را گشودند. این تالار برای اجرای کنسرت‌های موسیقی ایرانی و اروپایی به ابتکار فرح پهلوی بنا شد.
انجمن ملی روابط فرهنگی: انجمن روابط فرهنگی در سال ۱۳۴۵ بنیان‌گذاری شد. هدف این انجمن، ایجاد پیوند فرهنگی و هنری در میان ملت‌ها و نیز شناساندن فرهنگ و هنر جهانی است.
بنیاد فرهنگ ایران: بنیاد فرهنگ ایران در مهر ماه ۱۳۴۳ برای پاس، گسترش، و پیشبرد زبان فارسی میراث گرانبهای فرهنگ ایران بنیان شد.
سازمان جشن هنر شیراز: برای سازمان دادن به جشن هنر شیراز در سال ۱۳۴۶ با ۳۳ نفر عضو هیئت امنا و ۵ عضو هیئت مدیره و کمیته‌های تئاتر، موسیقی، سینما و نمایشگاه‌ها و دفاتر پروژه‌های فنی، مالی، و پذیرایی و روابط عمومی آغاز به‌کار کرد.
 تئاتر شهر: مجموعهٔ تئاتر شهر تهران، بزرگ‌ترین مجموعهٔ نمایش تئاتر در ایران است.
مؤسسه آسیایی دانشگاه پهلوی: در سال ۱۹۲۹ در نیویورک بنیان‌گذاری شد. این مؤسسه در سال ۱۳۴۵ به شیراز منتقل شد و در جای موزه شهرام به کار ادامه داد.
انجمن فیلارمونیک تهران: در سال ۱۳۴۲ بنیان‌گذاری شد.
بنگاه ترجمه و نشر کتاب: در سال ۱۳۳۳ به فرمان محمدرضا پهلوی بنیان‌گذاری شد. هدف از بنیان‌گذاری این بنگاه، این بود که از راه برگردان و چاپ کتاب‌های مهم جهان به زبان فارسی، مردم کشور را از بهترین کارهایی که با انگیزه و اندیشهٔ بشری در دوران گوناگون، آفریده و بر روی کاغذ آمده، برخوردار سازند تا این موضوع، سبب نیرومند کردن فکر و برانگیختن خوانندگان گردد.
سازمان گفتگوی فرهنگ‌ها: در سال ۱۳۵۵ بنیان‌گذاری شد. هدف این سازمان، ایجاد پیوند میان فرهنگ‌ها در سطح جهانی بود.
جشنواره توس: ۲۳ تیر ۱۳۵۴ خورشیدی در تالار فردوسی دانشکده ادبیات دانشگاه فردوسی مشهد نخستین جشنوارهٔ توس، گشوده شد. برگزاری جشنوارهٔ توس، برای بزرگداشت ابوالقاسم فردوسی و شاهنامه بود.
انجمن شاهنشاهی فلسفه: در سال ۱۳۵۲ بنیان‌گذاری شد و مدیریت آن، به حسین نصر داده شد. اعضای دیگر این انجمن، احسان نراقی، عبدالحسین زرین‌کوب، محسن فروغی، نادر نادرپور و سید جلال‌الدین آشتیانی بودند.
جشن هنرهای مردمی اصفهان: در سال ۱۳۵۶ هفتهٔ جشن هنرهای مردمی اصفهان برای نخستین بار با حضور فرح پهلوی برگزار شد.
گروه همسرایان فرح (گروه کُر فرح): این گروه، از سال ۱۳۵۳ تا وقوع انقلاب ۱۳۵۷، فعالیت داشتند.

### آموزش و پرورش

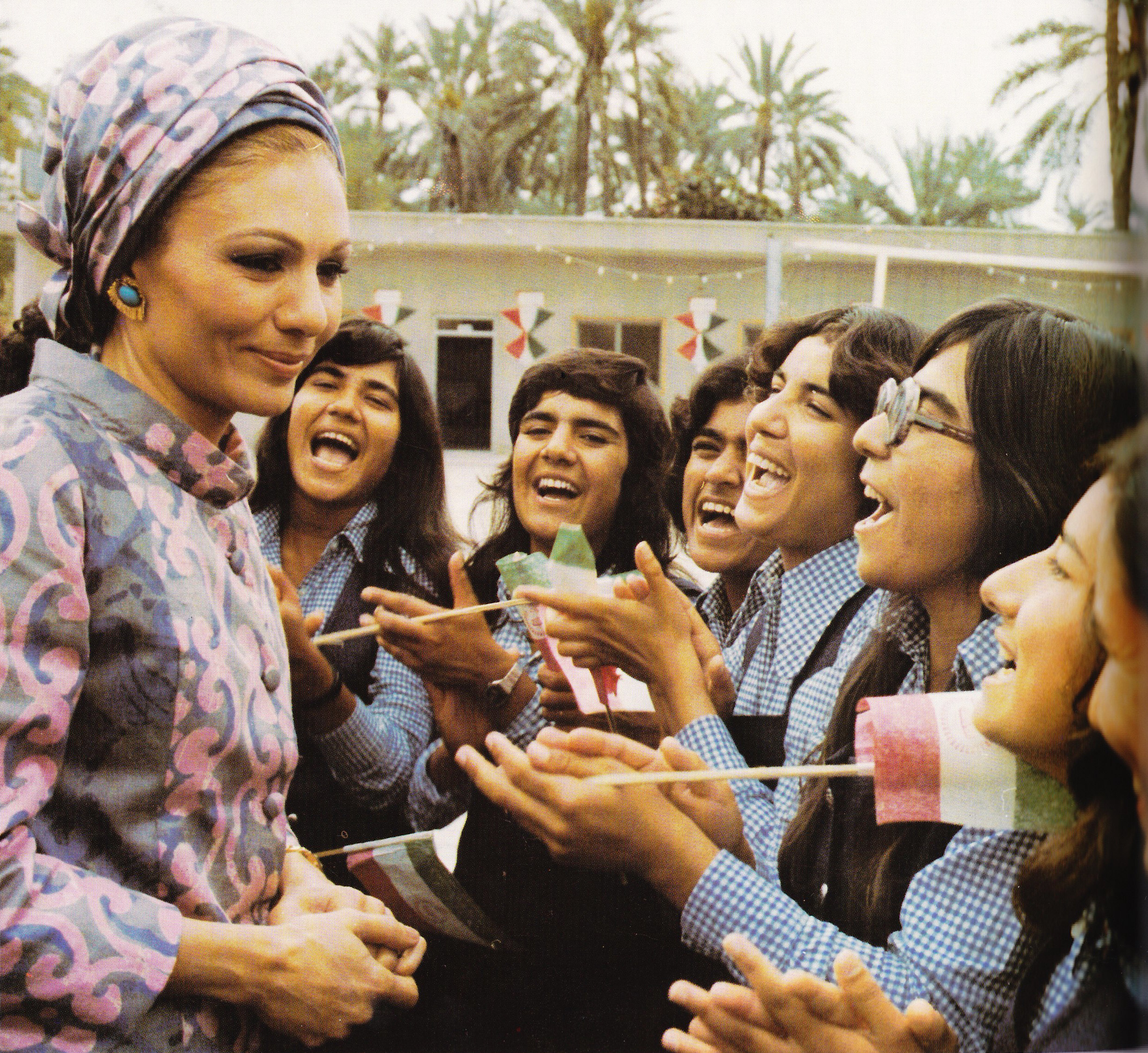
فرح پهلوی در بازدید از یک دبیرستان در جیرفت

دانشگاه فرح پهلوی (نام فعلی دانشگاه الزهرا): در ۳۰ فروردین ۱۳۵۴ گشایش بافت.
کانون کارآموزی کشور: در سال ۱۳۳۷ به ریاست عالیهٔ فرح پهلوی گشایش یافت. کانون کارآموزی کشور، برای نگهداری و آموزش و پرورش شهروندان مستمند کشور و در راه پیکار با بیکاری و ولگردی و گدایی و آماده ساختن آن‌ها برای آغاز به پیشه‌ای که در کانون آموخته‌اند، بنیان‌گذاری شد.
پیشاهنگی دختران ایران: زیر نظر سازمان ملی پیشاهنگی ایران با سرپرستی شورای عالی پیش‌آهنگی ایران به ریاست عالیهٔ فرح پهلوی و هیئت‌مدیره اداره می‌شد. پیش‌آهنگی دختران در سال ۱۳۳۶ بنیان‌گذاری شد و آغاز به کار کرد. هدف از ایجاد این سازمان، آموزش روانی و جسمی دختران، بر اساس پیشاهنگی جهانی و برتری‌های ملی و رشد اجتماعی بیشتر آنان برای زندگی بهتر بود.
کانون پرورش فکری کودکان و نوجوانان: در دی ماه سال ۱۳۴۴ پایه‌گذاری شد. ایجاد کانون در راستای فراگیر کردن کتاب‌خوانی میان کودکان و نوجوانان و به‌دنبال چاره‌اندیشی برای پرکردن هنگام فراغت گروه نوجوانان ایران و فراهم آوردن آموزش و سرگرمی برای آن‌ها بود.
آموزشگاه نابینایان رضا پهلوی: در سال ۱۳۴۳ گشوده شد. کلاس‌های این آموزشگاه، برای جوانان نابینای علاقه‌مند به موازات سایر واحدهای وزارت آموزش و پرورش که هدف آن گسترش آموزش بین جوانان و اجرای برنامه‌هایی در جهت پرورش شخصیت آن‌هاست.
دانشگاه فارابی: در سال ۱۳۵۶ در اصفهان گشوده شد. هدف از ایجاد دانشگاه فارابی، نگهداری و گسترش فرهنگ ایرانی و آشنایی ایرانیان با دیگر فرهنگ‌های گیتی بود.
شورای عالی آموزش و پرورش: شهریور ماه ۱۳۴۵ کمیسیون آموزش و پرورش مجلس شورای ملی و مجلس سنا این شورا را تصویب کرد.
شورای عالی پژوهش‌های علمی
فرهنگستان علوم ایران: یکی از فرهنگستان‌های ایران بود این فرهنگستان در زیر چتر بنیاد شاهنشاهی فرهنگستان‌های ایران که در تیر ۱۳۵۳ به تصویب مجلس شورای ملی و در خرداد ۱۳۵۳ به تصویب مجلس سنا رسید.
بنیاد مارسل بلوستین-بلانشت برای کارآفرینی Fondation Marcel-Bleustein-Blanchet pour la vocation : سال ۱۳۵۱ خورشیدی مصادف با ۱۹۷۲ میلادی دفتر شهبانوی ایران به علینقی کنی دستور داد ۱۲ هزار فرانک در اختیار بنیاد فرانسوی مذکور بگذارد و این بنیاد نیز بورس سالانه خود را به نام فرح پهلوی نام‌گذاری کرد.

### رفاه اجتماعی

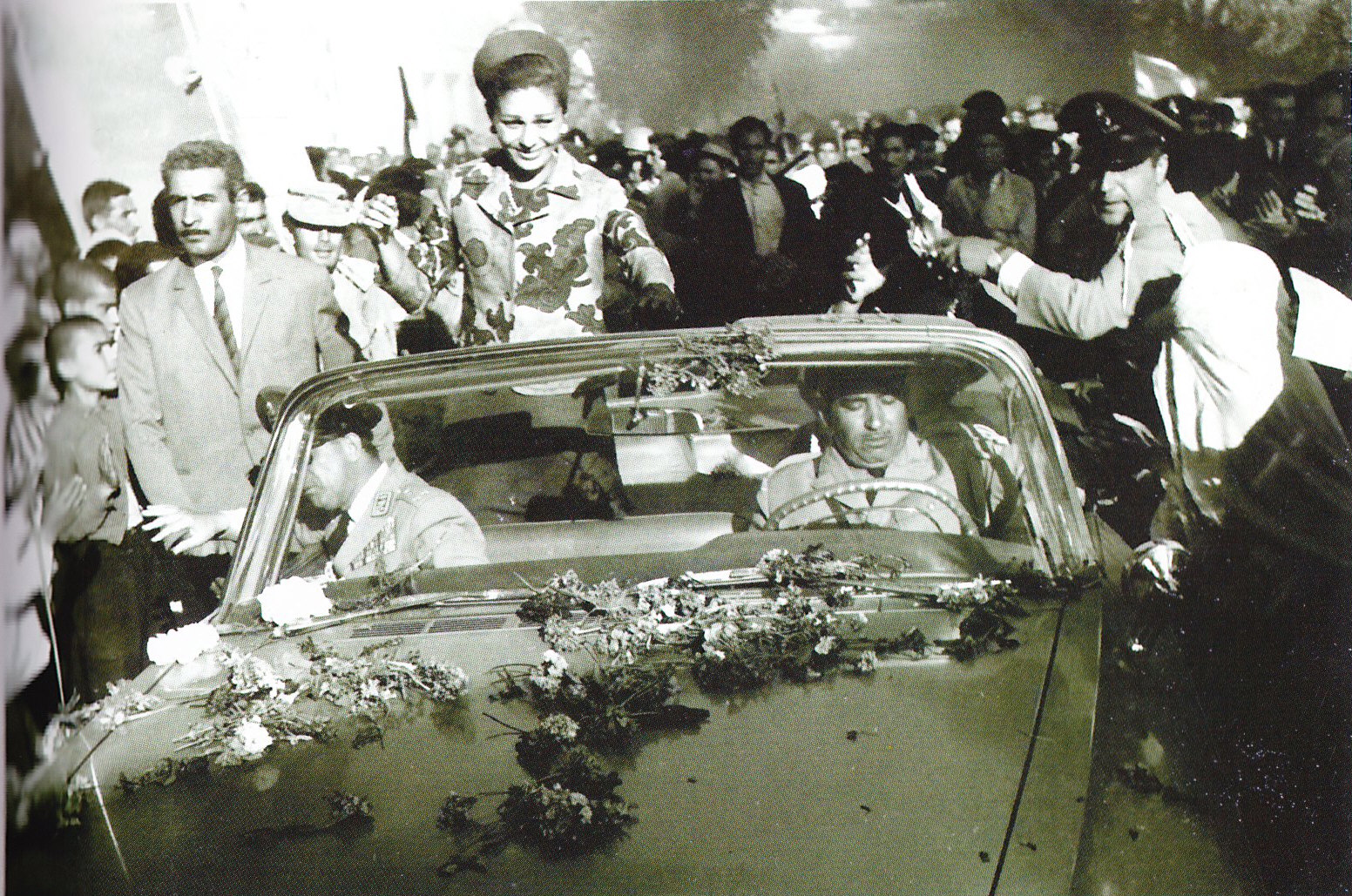
فرح پهلوی در بازدید از قروه

شورای عالی شهرسازی: شورای عالی شهرسازی، سازمانی است که در وزارت آبادانی و مسکن تشکیل شد و از سال ۱۳۴۴ آغاز به کار کرد.
شورای عالی رفاه اجتماعی: شورای عالی رفاه اجتماعی یکی از شوراهای عالی زیر ریاست فرح پهلوی بود. این شورا ایجاد صندوق‌های جداگانه یا متمرکز برای حمایت از کارمندان در هنگام پیری و از کار افتادگی یا در صورت مرگ با توجه به نوع کار مؤسسات و مشخصات اجتماعی کارمندان را بر عهده داشت.
شورای عالی اطلاعات و جهانگردی: این شورای در تیر ۱۳۵۴ به تصویب کمیسیون‌های پارلمانی مجلس شورای ملی و سنا رسید.
بنیاد فرهنگی گفتگوی تمدن‌ها

## سفرهای رسمی

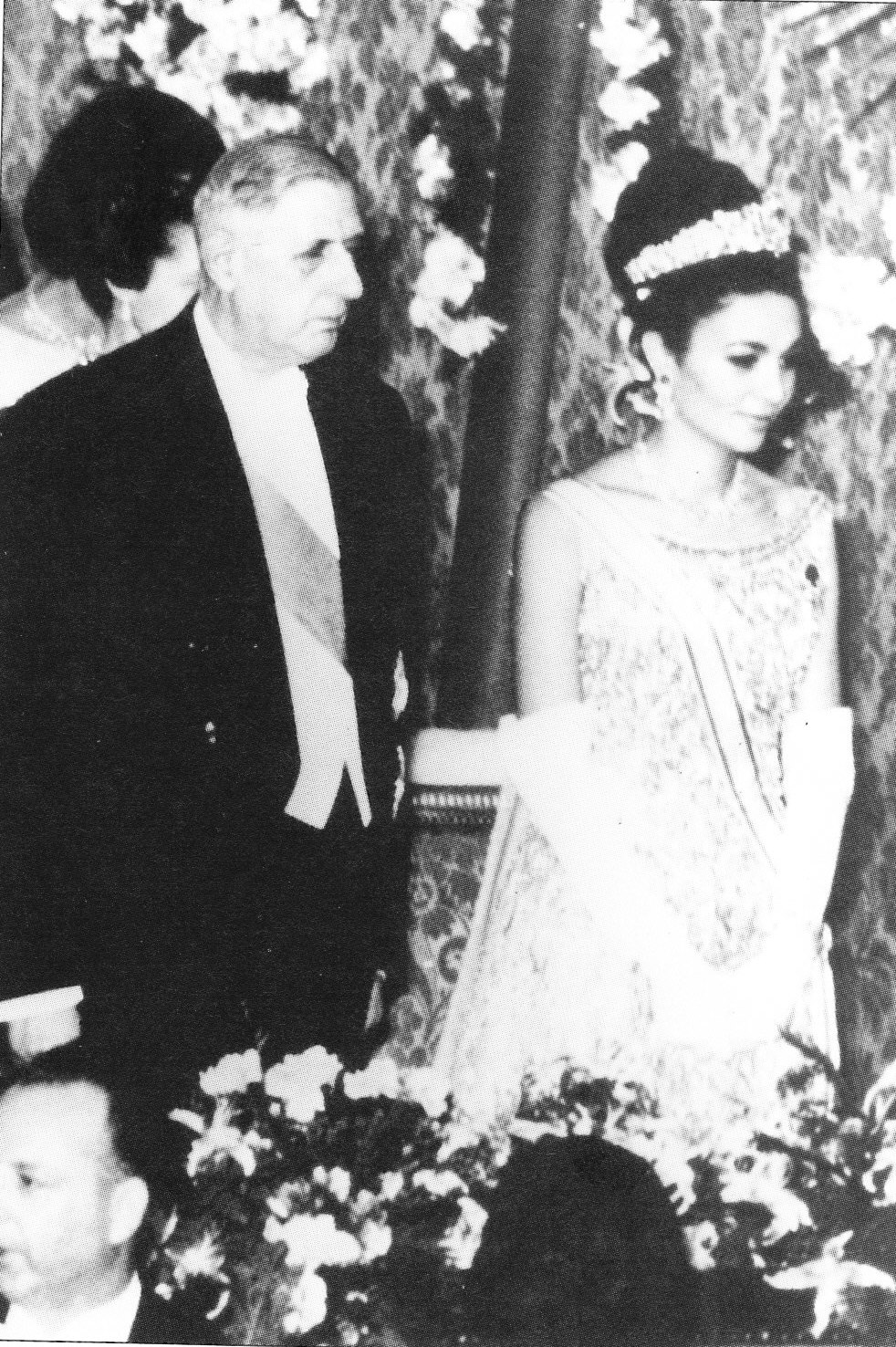
فرح پهلوی و شارل دو گل، پاریس، ۱۳۴۰

فرح پهلوی همسر خود محمدرضا پهلوی را در دیدارهای رسمی به خارج از کشور همراهی می‌کرد و همچنین در استقبال شاهان و رئیس‌جمهورهای دیگر کشورها که برای دیدار رسمی به ایران می‌آمدند در کنار محمدرضا پهلوی بود.
- ۱ اسفند ۱۳۳۸ محمدرضا پهلوی به همراه فرح پهلوی برای یک دیدار رسمی با ایوب خان وارد پاکستان شدند.
- ۱۵ اسفند ۱۳۳۹ الیزابت دوم و همسرش شاهزاده فیلیپ برای دیدار رسمی وارد تهران شدند. همچنین زوج سلطنتی از اصفهان و شیراز بازدید کردند.
- ۲۸ اردیبهشت ۱۳۴۰ محمدرضا پهلوی و فرح به دعوت رسمی پادشاه سوئد وارد استکهلم شدند.[۴۲]
- ۱۹ مهر ۱۳۴۰ ژنرال دوگل رئیس‌جمهور فرانسه از محمدرضا پهلوی و فرح پهلوی در سالن تشریفات فرودگاه اورلی پاریس استقبال کرد. در این دیدار، فرح نمایشگاه هفت هزار سال هنر ایران را به‌همراهی آندره مالرو افتتاح کرد و سپس نخستین سنگ‌بنای خوابگاه دانشجویان ایرانی در کوی دانشجویان در پاریس گذارده شد.
- ۲۱ فروردین ۱۳۴۱ جان اف. کندی رئیس‌جمهور آمریکا از محمدرضا پهلوی و فرح پهلوی در فرودگاه استقبال کرد.
- ۲۴ مهر ۱۳۴۲ ژنرال دوگل و همسرش به دعوت محمدرضا پهلوی و فرح پهلوی وارد تهران شدند و از تخت جمشید نیز دیدار کردند.
- ۲۶ شهریور ۱۳۴۳ هایله سلاسی امپراتور حبشه با استقبال محمدرضا پهلوی و فرح پهلوی برای دیدار رسمی وارد تهران شد.
- ۲۶ آبان ۱۳۴۳ بودوئن پادشاه بلژیک همراه ملکه فابیولا با استقبال محمدرضا پهلوی و فرح پهلوی برای دیدار رسمی وارد تهران شدند.
- ۱۴ اردیبهشت ۱۳۴۴ آغاز سفر محمدرضا پهلوی و فرح پهلوی به آمریکای جنوبی. در این روز محمدرضا پهلوی و فرح پهلوی وارد برازیلیا شدند و پس از بازدید از کشورهای آمریکای جنوبی به کانادا پرواز کردند و در ۹ خرداد ۱۳۴۴ به دعوت ژنرال دوگل چهار روز میهمان وی در پاریس بودند.
- ۲ خرداد ۱۳۴۶ محمدرضا پهلوی و فرح پهلوی دیدار رسمی خود را از چکسلواکی آغاز کردند.
- خرداد ۱۳۴۶ محمدرضا پهلوی و فرح پهلوی از آلمان غربی دیدار رسمی به عمل آوردند. در این دیدار در ۱۲ خرداد کنفدراسیون دانشجویان ایرانی در برلین غربی، تظاهراتی بر پا کرد که پلیس آلمان غربی به‌شدت سرکوب کرد. یک دانشجوی آلمانی به نام بنو اونه‌زورگ[۴۳] با شلیک عمدی گلولهٔ یک پلیس آلمان غربی کشته شد. این پلیس کارل هاینس کوراس[۴۴] نام داشت و بعدها مشخص شد که وی برای سازمان جاسوسی جمهوری دموکراتیک آلمان شرقی جاسوسی می‌کرده است.[۴۵]
- ۱۶ تیر ۱۳۴۶ محمدرضا پهلوی و فرح پهلوی برای دیدار رسمی به ترکیه وارد شدند و در آنکارا مورد استقبال قرار گرفتند.
- ۲ مهر ۱۳۴۷ محمدرضا پهلوی و فرح پهلوی برای سفر رسمی که ۱۲ روز به درازا کشید وارد مسکو شدند.
- ۵ تیر ۱۳۴۹ محمدرضا پهلوی و فرح پهلوی، سفر رسمی اروپایی خود را با دیداری از فنلاند آغاز کردند. سپس به رومانی رفتند و چند روزی مهمان ملکه هلند بودند و پس از سفر به بلژیک به تهران بازگشتند.
- ۵ اردیبهشت ۱۳۴۸ فرح پهلوی به همراهی آندره مالرو در پاریس خانه ایران[۴۶] را در خیابان شانزلیزه افتتاح کردند.
- ۶ آبان ۱۳۴۹ دیدار دوبارهٔ محمدرضا پهلوی و فرح پهلوی از شوروی. در این روز، بزرگ‌ترین شاه‌لولهٔ گاز جهان[۴۷] در آستارا بین ایران و جمهوری آذربایجان در شوروی به‌کار افتاد. این شاه‌لوله قادر بود سالانه ده میلیارد متر مکعب گاز به جمهوری‌های شوروی برساند.
- ۱۷ تیر ۱۳۵۰ ژرژ پمپیدو رئیس‌جمهور فرانسه در کاخ الیزه از فرح پهلوی پذیرایی کرد.
- ۹ خرداد ۱۳۵۱ رئیس‌جمهور آمریکا ریچارد نیکسون و همسرش برای دیداری رسمی از شاه ایران وارد تهران شدند.
- ۲۶ شهریور ۱۳۵۱ فرح پهلوی به همراهی امیرعباس هویدا نخست‌وزیر برای دیدار رسمی با جئو ئن لای وارد چین شدند.
- ۴ مرداد ۱۳۵۲ ریچارد نیکسون رئیس‌جمهور آمریکا در واشینگتن از شاه ایران و شهبانوی ایران استقبال کرد.
- ۲۸ شهریور ۱۳۵۳ نخستین سفر رسمی محمدرضا پهلوی و فرح پهلوی به جنوب شرق آسیا و اقیانوسیه آغاز شد. زوج سلطنتی از سنگاپور، استرالیا و نیوزیلند دیدار کردند. این سفر، پانزده روز به درازا انجامید.
- ۱ تیر ۱۳۵۳ محمدرضا پهلوی و فرح پهلوی مورد استقبال والری ژیسکار دستن رئیس‌جمهور فرانسه قرار گرفتند. در این دیدار، دربارهٔ همکاری برای گسترش صنایع هسته‌ای در ایران و استفادهٔ صلح‌آمیز انرژی هسته‌ای به موافقت دست یافتند.
- ۱۹ بهمن ۱۳۵۳ محمدرضا پهلوی و فرح پهلوی برای دیدار رسمی با رئیس‌جمهور مصر انور سادات وارد قاهره شدند.
- ۸ اسفند ۱۳۵۴ فرح پهلوی از داکار پایتخت سنگال رسماً دیدار کرد. نخستین سنگ‌بنای یک پالایشگاه با پشتیبانی ایران در این سفر گذاشته شد.
- ۱۲ مهر ۱۳۵۵ محمدرضا پهلوی و فرح پهلوی از والری ژیسکار دستن رئیس‌جمهور فرانسه در تهران استقبال کردند.
- ۲۳ آبان ۱۳۵۶ شاه ایران و فرح پهلوی به دعوت جیمی کارتر وارد واشینگتن شدند.
- ۱۰ دی ۱۳۵۶ جیمی کارتر رئیس‌جمهور آمریکا و همسرش، جشن شب ژانویه را در کنار خانوادهٔ شاهنشاهی در کاخ نیاوران گذراندند.
- ۱۴ شهریور ۱۳۵۷ هوآ گوئوفنگ نخست‌وزیر چین در تهران مورد پذیرایی محمدرضا پهلوی و فرح پهلوی قرار گرفت.

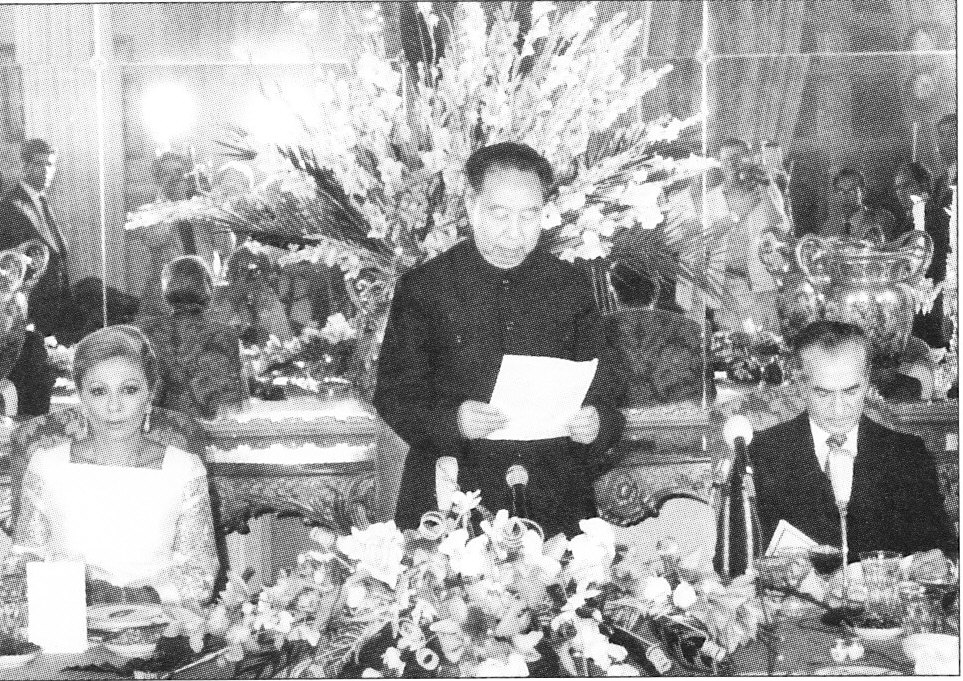
زوج سلطنتی و هوآ گوئوفنگ، تهران، ۱۳۵۷

## یادمان‌ها
فرح پهلوی در سراسر ایران، موزه‌ها، ساختمان‌های ماندگار و پارک‌هایی ساخت. برخی از جاهایی که به دستور فرح پهلوی ساخته شد، عبارت‌اند از:
- تئاتر شهر، بزرگ‌ترین مجموعهٔ نمایش تئاتر ایران است که در دوران سلطنت محمدرضا پهلوی و به ابتکار فرح پهلوی در تهران ساخته شد. ساختمان تئاتر شهر تهران در تاریخ ۷ بهمن ۱۳۵۱ آمادهٔ بهره‌برداری شد.
- موزه هنرهای معاصر تهران، در سال ۱۳۵۶ خورشیدی به دستور و ابتکار فرح پهلوی در پارک لاله ساخته شد. این موزه دارای بزرگ‌ترین کلکسیون هنر معاصر در خارج از آمریکای شمالی و اروپا است.[۴۸]
- تالار رودکی، تالار چند منظوره‌ای برای اجرای نمایش‌های باله، اپرا و کنسرت‌های موسیقی.[۴۹][۵۰]
- باغ موزه نگارستان
- موزه فرش ایران در ۲۲ بهمن ۱۳۵۶ را فرح پهلوی گشود. این موزه، گران‌بهاترین و بی‌همتاترین نمونه‌های قالی ایرانی از قرن نهم هجری تاکنون را گردآوری کرده است.
- موزه رضا عباسی در سال ۱۳۵۴ با راهنمایی فرح پهلوی در محدودهٔ سیدخندان تهران گشایش یافت.[۵۱]
- پارک شاهنشاهی (پارک ملت کنونی) تهران که در فازهای گوناگون میان سال‌های ۱۳۴۷ تا ۱۳۵۴ ساخته شد. بیش از ۱۲۰ درخت و درخت میوهٔ ایران در این پارک، کاشته شده‌اند.
- برج شهیاد (برج آزادی) در سال ۱۳۴۹ به مناسبت جشن‌های ۲۵۰۰ ساله شاهنشاهی ایران ساخته شد.
- پارک فرح (پارک لالهٔ کنونی) این پارک در سال ۱۳۴۵ گشوده شد. این پارک دارای یک باغ به سبک ژاپنی با جویبارهای روان، جای بازی شطرنج، جای بازی کودکان، زمین‌های ورزشی و تندیس‌های چامه‌سرایان ایرانی است.
- پارک جمشیدیه یا پارک سنگی در سال ۱۳۵۲ گام نخست برای ساختن آن برداشته شد. این پارک دو عنصر سنگ سیاه طبیعی و گل‌ها را با هم ترکیب می‌کند. از ویژگی‌های این پارک، دریاچه، آبشار و آب‌نماهای سنگی است.
- دفتر مخصوص شهبانو (پژوهشگاه دانش‌های بنیادی کنونی) نیاوران تهران
- ورزشگاه فرح پهلوی (نام کنونی ورزشگاه تختی) در خرداد ماه ۱۳۴۵ به ریاست عالیه فرح پهلوی، احمد درویش، معماری که در ایتالیا تحصیل کرده بود، پروژه این استادیوم سی هزار نفری را بر عهده گرفت.
- کتابخانه اختصاصی نیاوران یا کتابخانه اختصاصی فرح پهلوی، هم‌جوار با محل سکونت خاندان پهلوی، با مساحت تقریبی ۷۷۰ مترمربع در سال ۱۳۵۵ خ در دو طبقه و یک زیرزمین در ضلع شرقی مجموعه فرهنگی تاریخی نیاوران احداث شده است.
- کانون پرورش فکری کودکان و نوجوانان، در دی ماه ۱۳۴۴ به عنوان سازمان ناسودبر فرهنگی و هنری، به ریاست عالیه فرح پهلوی و مدیریت لیلی امیرارجمند بنیان نهاده‌شد.[۵۲]
- فرهنگ‌سرای نیاوران
- کتابخانه فرح پهلوی بندرعباس (که پس از انقلاب به کتابخانهٔ شهدا تغییر نام یافت)

## بازدیدهای داخلی

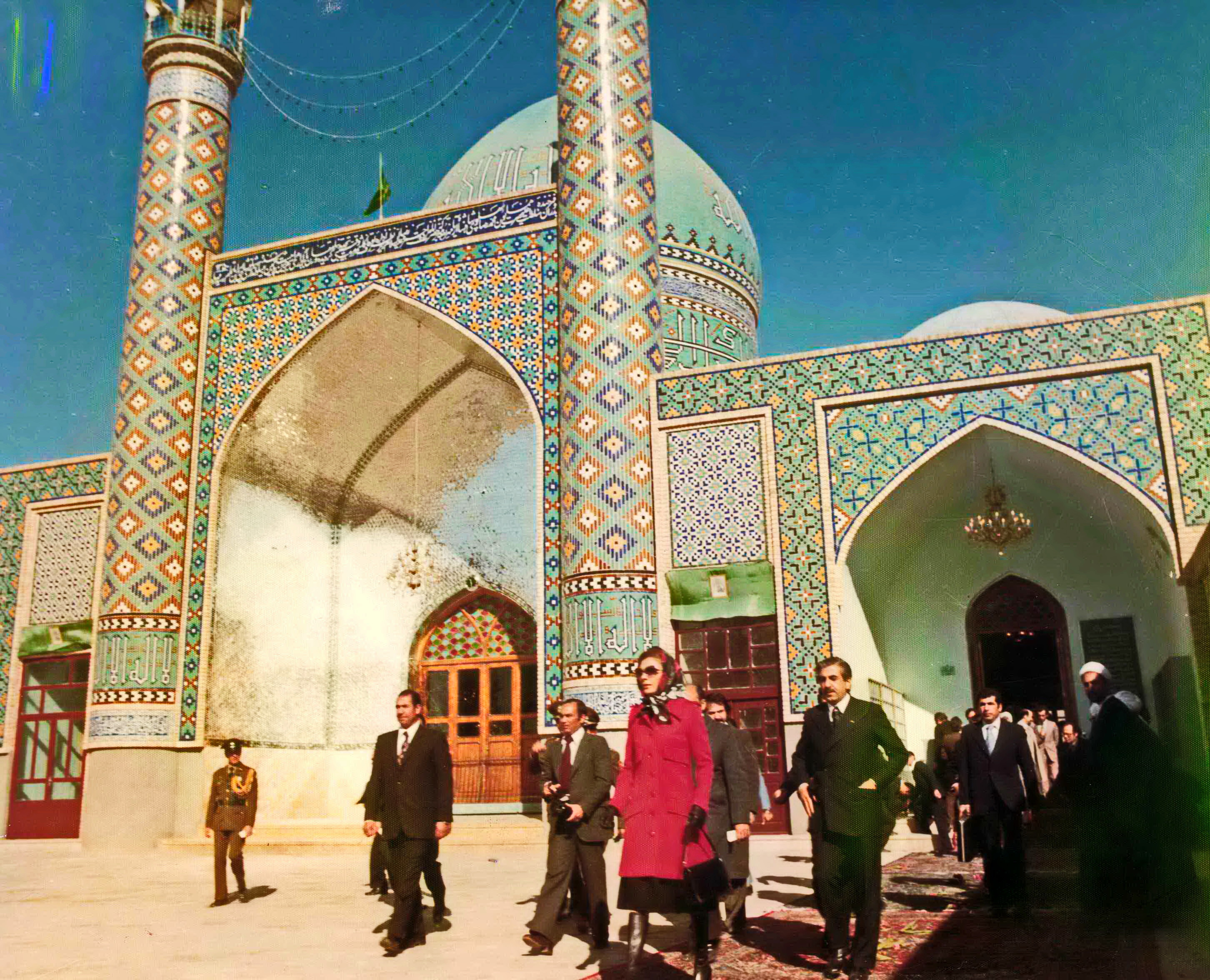
فرح پهلوی در حال بازدید از کاشمر در ۱۰ آذر ۱۳۵۳

فرح پهلوی در چهارچوب فعالیت‌هایش به عنوان شهبانوی ایران از استان‌های ایران بازدید به عمل آورد. این بازدیدها برای آگاه شدن از شرایط زندگی مردم بومی، آوردن طرح‌های اقتصادی، اجتماعی و رفاهی و سرپرستی انجام آن بود. به عنوان مثال او از جذامخانه بابا باغی در آسایشگاه بابا باغی دیدار به عمل آورد.
نخستین سفر فرح پهلوی به سوی سیستان و بلوچستان روز سه شنبه ۱۵ آذر ۱۳۴۴ خورشیدی بود. او تقریباً به تمامی استان‌های کشور همچون خراسان رضوی، هرمزگان، خوزستان، کردستان، آذربایجان شرقی و غربی و .. سفر کرده و بازدید به عمل آورد و در طی این سفرها مکان‌ها یا کنفرانس‌هایی را افتتاح می‌کرد. به‌عنوان مثال او دانشگاه بوعلی سینا را طی سفر خود به همدان افتتاح کرد و در سفر خود به استان فارس به کوشش او حمام وکیل، نوسازی شد و ارگ کریم خان به موزه صنایع دستی مبدل گشت. او همچنین در این سفر، نخستین کنفرانس طب سنتی را در تالار پهلوی گشود. در سال ۱۳۵۱ فرح پهلوی نیز همراه با پادشاه ایران محمدرضا پهلوی وارد جزیره خارک بزرگ‌ترین سکوی نفتی ایران شدند و در اسکله خارک، «آذرپاد» دوم، در کنار آذرپاد اول و مرحله چهارم پروژه «گسترش خارک» و پایان بخشی از پروژهٔ «چم» را گشودند.
فرح پهلوی در سال ۱۳۵۶ آخرین سفر داخلی خود را به مقصد ترکمن صحرا انجام داد.

## طرح ناموفق گروگان‌گیری
در سال ۱۳۵۲ ساواک اعلام کرد که عده‌ای از روزنامه‌نگاران و فعالان فرهنگی را دستگیر کرده است که قصد داشتند شاه را ربوده و فرح پهلوی و رضا پهلوی فرزند وی را گروگان بگیرند. اطلاعیهٔ ساواک، این افراد را دارای دیدگاه‌های مارکسیستی معرفی کرد. دو تن از اعضای گروه که کارمند تلویزیون بودند تصمیم داشتند با مخفی کردن اسلحه در میان دوربین‌ها در جریان مراسم جشن سینمای کودک و نوجوان، فرح یا ولیعهد را که در برنامه شرکت می‌کردند گروگان بگیرند و آزادی زندانیان سیاسی را طلب کنند.
این افراد، با اطلاعاتی که یکی از زندانیان سیاسی سابقاً مارکسیست در اختیار ساواک قرار داد، بازداشت شدند و در جریان بازجویی‌ها یکی از آنان از خسرو گلسرخی که در جریان ترور نبود، نام برده و وی نیز دستگیر شد. این افراد، به‌طور علنی محاکمه شدند اما برخلاف اکثر افراد، خسرو گلسرخی در دادگاه به انتقاد از ساواک و بیان دیدگاه‌های مارکسیستی خود پرداخت و حاضر به عذرخواهی نشد و در کنار کرامت‌الله دانشیان، اعدام شد.

## پس از انقلاب ۱۳۵۷

تصویر خط‌خطی شده و دستکاری‌شدهٔ فرح پهلوی در دستان انقلابیون

فرح پهلوی خود به ترک ایران بی‌میل بود. شاهین فاطمی در هفته‌های آخر حضور شاه و شهبانو در ایران، در دیداری از فرح خواست در ایران بمانند؛ فرح به او پاسخ داد: «لطفاً چیزی که به من گفتی را به اعلی‌حضرت هم بگو.» وقتی تصمیم خروج از ایران نهایی شد، شاه و فرح تصمیم گرفتند که به غیر از لباس‌ها و وسایل شخصی چیزی با خود نبرند. فرح پهلوی گروهی از خبرنگاران خارجی را به داخل کاخ دعوت کرد تا از آن‌جا فیلم بگیرند و کسی نتواند آن‌ها را متهم کند که وسایل را با خود برده‌اند. فرح دربارهٔ خروج از ایران گفت: «با سری بالا رفتیم و می‌دانستیم که تمام توانمان را برای پیشرفت کشور گذاشته بودیم.»
محمدرضا پهلوی و فرح پهلوی در ۲۶ دی ۱۳۵۷ تهران را ترک کردند. در اسوان، رئیس‌جمهور مصر انور سادات، با همسر و دخترش در پای پلکان هواپیما از شاه و شهبانو استقبال کردند. فرح پس از سفر به کشورهای اردن، آمریکا و باهاما، سرانجام به مصر بازگشت و در مصر، شاهد درگذشت محمدرضا پهلوی بود.
فرح پهلوی در سال ۲۰۰۳ میلادی، دومین کتاب خود را به‌نام کتاب «کهن دیارا، خاطرات فرح پهلوی» را منتشر کرد. او در سال‌های پس از انقلاب، مصاحبه‌های زیادی را انجام داد. وی در کتاب خاطرات خود می‌گوید که همه‌چیز را در ایران رها کرده است. آیلین شولینو، رئیس دفتر پیشین روزنامه نیویورک تایمز که در جریان انقلاب نیز به ایران سفر داشته است، در نقدی بر کتاب خاطرات او این پرسش را مطرح می‌کند که اگر آن‌ها همه‌چیز را در ایران ترک کردند چطور خانوادهٔ پهلوی در طی این سال‌ها خود را اداره کرده‌اند؟ وی جمله‌ای را از رضا پهلوی نقل می‌کند که گفته است آنان به‌دلیل سوءمدیریت مشاور خود، ۲۵ میلیون دلار از سرمایهٔ خود را از دست داده‌اند. همچنین به عقیدهٔ شولینو، وی حقایقی همچون دست داشتن سرویس اطلاعاتی آمریکا در کودتای ۲۸ مرداد را از قلم انداخته است.
در سال ۲۰۰۸ فیلمی مستند به نام ملکه و من، ساختهٔ ناهید سروستانی تولید گشت که به زندگی شخصی او می‌پردازد. همچنین مستند «از تهران تا قاهره» وقایع سال ۱۳۵۷ تا مرگ محمدرضا پهلوی را از زبان فرح پهلوی بازگو می‌کند. این مستند، کاری از شبکهٔ من و تو است.
فرح پهلوی در حال حاضر، گاهی در ایالات متحده آمریکا و گاهی در فرانسه زندگی می‌کند. پس از سقوط نظام شاهنشاهی در ایران، خانواده‌های سلطنتی در جهان، اغلب از خانوادهٔ سلطنتی پیشین ایران برای شرکت در مراسم‌های مختلف دعوت کرده‌اند و فرح پهلوی در مراسم این خانواده‌های سلطنتی شرکت کرده است. در سال ۲۰۰۴ دولت ایران در واکنش به دعوت از فرح پهلوی از سوی دولت اردن برای حضور در مراسم عروسی ولیعهد اردن و همچنین حضور فرح در مراسم عروسی ولیعهد اسپانیا به دو کشور اردن و اسپانیا اعتراض کرد.
در سال ۲۰۱۸ با چهل سال تأخیر، اجراهای گروه همسرایان فرح که به‌دلیل وقوع انقلاب ۱۳۵۷ هیچ‌گاه منتشر نشده بود، در اروپا منتشر شد.
بنیاد شهبانو فرح پهلوی از بیستم فروردین ۱۴۰۳ نمایشگاهی برای پشتیبانی از هنرمندان در مجموعه فیاپ ژان مونه پاریس برپا کرد و بیش از ۱۰۰ اثر از ۸۲ هنرمند ایرانی و خارجی در آن به‌نمایش درآمده است. فرح پهلوی روز سه‌شنبه ۱ خرداد از این مجموعه بازدید کرد و گفت: «امید به بازگشت آزادی به ایران را هیچ‌گاه از دست نمی‌دهد.»

### تدوین وصیت‌نامهٔ محمدرضا پهلوی
پس از درگذشت شاه، متنی از سوی فرح خوانده شد که با عنوان «وصیت‌نامهٔ شاه» مشهور شد. این وصیت‌نامه و عمل فرح پهلوی، از آن جهت مورد انتقاد قرار گرفت که شاه، هرگز وصیت‌نامه‌ای ننوشته بود و صرفاً فرح و مشاورینش این نوشتار را تدوین کرده و به نوشتهٔ فرح:
از آن‌جا که در واپسین روزهای زندگی‌اش، همواره در کنار او بودم و از کلیه افکارش خبردار بودم، وظیفهٔ خود دانسته که وصیت‌نامه‌ای برای او و به‌جای او تدوین کنم.
برخی از طرفداران شاه مانند اردشیر زاهدی، مخالف چنین کاری بوده و عقیده داشتند که فرح نباید رأساً و به‌جای شاه، پس از درگذشتش برای او وصیت‌نامه تدوین می‌کرده است.

## ویژگی‌ها، باورها و علایق
شاپور بختیار در کتاب یکرنگی شخصیت ملکه ایران را چنین شرح می‌دهد:
فرح دیبا در زمانی که به مدرسهٌ ژاندارک، و بعد به دبیرستان رازی می‌رفت، دختری ورزشکار و سرزنده و فعال بود، لااقل این تصویری است که دختر من ویوین از او داشت که با او هم‌مدرسه ولی از او جوان‌تر بود. فرح دیبا در خانواده‌ای قدیمی و متوسط به‌دنیا آمده بود. پدرش که افسر ارتش بود بسیار جوان درگذشت. طبق آنچه شنیده‌ام این دختر جوان را شاه روزی در یک سفر رسمی حین خواندن عریضه‌ای از طرف دانشجویان ایرانی دید، احتمالاً از او خوشش آمد، به زنی گرفت‌اش تا از این ازدواج سوم صاحب ولیعهدی شود. در آغاز، فرح دیبا کمترین نفوذی بر شاه نداشت. برخلاف ثریا که همیشه چند قدم از شاه جلو می‌افتاد، فرح در مقابل پادشاه، خود را عقب می‌کشید. پس از به دنیا آمدن ولیعهد، شهبانو به کارهای خیریه سرگرم شد. شاید بتوان گفت که عقایدی لیبرال حتی نزدیک به سوسیالیست و در هر حال، پیشرو داشت. نقصی که فرح دیبا حتی با تمرین‌های مکرر نتوانست در خود برطرف کند، لحن محزون صحبت کردنش است، خصوصاً وقتی فارسی حرف می‌زند؛ ولی به فرهنگ علاقه‌مند است و در ادب و شعر حتی شعر فرانسه از خود ذوقی نشان می‌دهد. چنین صفاتی برای من در خاندان پهلوی بسیار نادر است. یک بار کتابی از اشعار الوار فرستاد. تنها فرد خانوادهٔ سلطنتی است که از فرهنگ ایران، ذخیره‌ای دارد. برداشتن اولین قدم‌ها در محیط تازه‌ای که فرح دیبا به آن وارد شده بود، قطعاً ساده و آسان نبوده است. برای مهار کردن احساسات خویش بی‌شک بر خود فشار زیادی وارد کرده است، با این حال برخلاف رفتار رایجِ درباریان، به مستمندان توجه داشت. من در نزد او نه ذرّه‌ای فخرفروشی دیدم و نه نشانه‌ای از بدطینتی. شهبانو به‌ندرت برای منافع شخصی دست به کاری می‌زد. می‌بایست نقش او را در زمینه‌های فرهنگی در نظر گرفت. در این رابطه او را می‌توان مروّج اروپایی‌شدن ایران دانست. او پادشاه را تشویق کرد که بین فرهنگ‌های شرق و غرب ارتباطی بر قرار سازد و پای عدّه‌ای از هنرمندان و شعرا و فلاسفه را به کاخ سلطنتی باز کرد. به‌علاوه، کم‌وبیش توانست از مداخله در امور دولت خودداری کند. من سه‌ماه قبل از انتصابم به پست نخست‌وزیری او را دیدم. به من به‌طور خصوصی گفت که عقایدش به افکار من نزدیک است و اگر ساواک مزاحم من بوده او را هم آرام نگذاشته است، البته نسبت به موقعیت‌ها، این مزاحمت‌ها، شدت و ضعف دارد.

## افتخارات

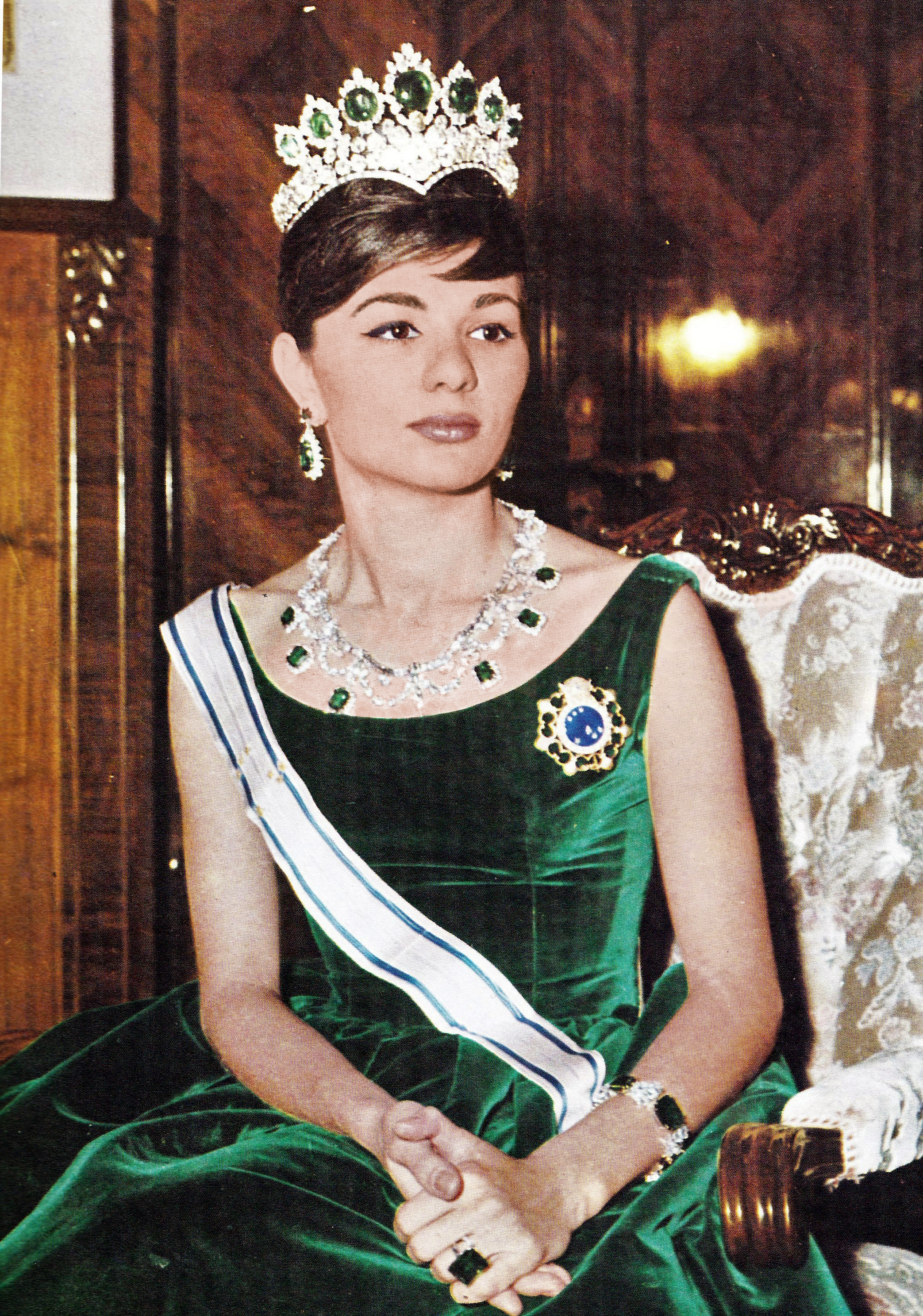
شهبانوی ایران، فرح پهلوی در حالی که نوار و نشان هفت‌پیکر را بر تن دارد.

### داخلی
- نشان درجه یک هفت‌پیکر[۶۳]

### خارجی
- اتریش: ستاره بزرگ نشان افتخار برای خدمات به جمهوری اتریش[۶۴]
- چکسلواکی: صلیب بزرگ نشان شیر سفید[۶۵]
- دانمارک: نشان فیل
- ایتالیا: صلیب بزرگ نشان شایستگی جمهوری ایتالیا[۶۶]
- نروژ: نشان سنت اولاف
- اسپانیا: صلیب بزرگ نشان ایزابلا کاتولیک[۶۷]
- تایلند: نشان خاندان سلطنتی چاکری[۶۸]

### جوایز
- اتریش: جایزه امید زنان[۶۹]
- فرانسه: دانشیار خارجی دانشگاه فرهنگستان هنرهای زیبای فرانسه[۷۰]
- آلمان: جایزه اشتایگر[۷۱]
- آلمان: جایزه ملی کیفیت[۷۲]
- ایالات متحده آمریکا: کلید شهر بورلی هیلز، کالیفرنیا از سوی شهردار بورلی هیلز، جمشید دلشاد[۷۳]
- ایالات متحده آمریکا: جایزه موزه ملی زنان در هنر برای حمایت فرهنگی بین‌المللی[۷۴]
- ایالات متحده آمریکا: جایزه معمار صلح بنیاد ریچارد نیکسون[۷۵][۷۶][۷۷]

## در فرهنگ عامه

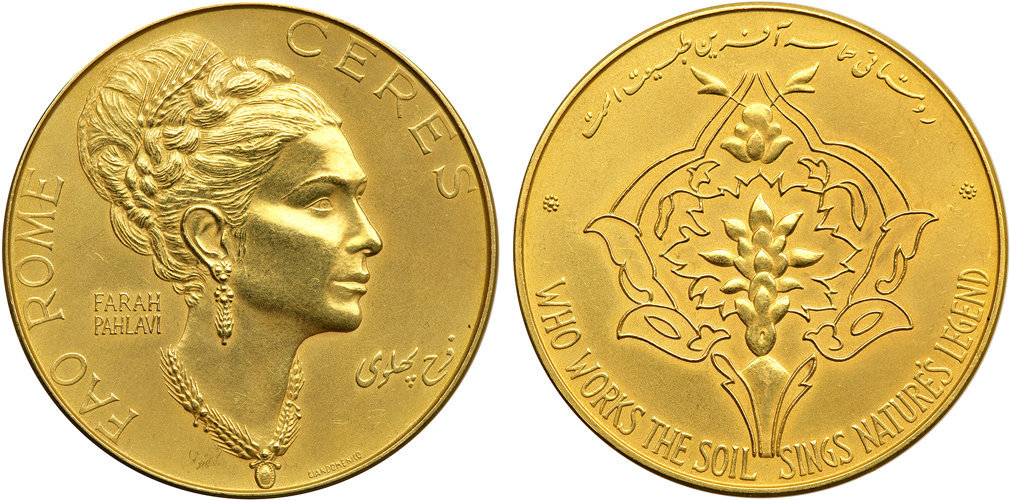
یادبود فائو با تصویر فرح؛ ضرب ایتالیا

اندی وارهول نقاش آمریکایی، در سال ۱۹۷۷، پرتره‌ای از فرح پهلوی را کشید. کیس روردا، کارگردان هلندی در سال ۲۰۱۲ میلادی، تئاتری با الهام از زندگی فرح دیبا و مستند ملکه و من ساختهٔ ناهید سروستانی آفرید. نمایش در یک تور سراسری در هلند اجرا شد.
مجلهٔ ورایتی در اردیبهشت ۱۴۰۳ خبر داد نتفلیکس در حال ساخت سریال حماسی به نام آخرین شاه دربارهٔ زندگی محمدرضا پهلوی از آغاز سلطنت او بعد از جنگ جهانی دوم تا سقوط پادشاهی ایران با انقلاب ۱۳۵۷ است. فرح پهلوی در مرکزیت این سریال است و در توضیح آن آمده است که «داستان قهرمانانه و سرانجام اندوه بار زن، مادر و شهبانویی که تلاش می‌کند شوهرش شاه ایران، خانواده‌اش، خاندانش و وطنش را نجات دهد.»